# Eocén program
Az eocén program a magyarországi barnakőszén-bányászat fellendítésének terve volt az 1970-es, 1980-as években. Neve a szénkészletek keletkezésének korára, az eocén földtörténeti korra (kb. 56-34 millió évvel ezelőtt) utal. Az új bányák nyitása hatalmas költségeket emésztett fel, a szén kitermelése során számos technológiai nehézség merült fel, a sorozatos módosítások pedig lelassították a beruházásokat. Időközben megváltoztak a piaci igények (az erőművek és a lakosság kevesebb szenet igényelt), terjedt a szénhidrogének használata és kiépült az olcsóbb áramot termelő Paksi Atomerőmű is. Így a program egyes elemeit meg sem valósították, több bányát pedig néhány év működés után bezártak. Az eocén program négy új bányája 1981-ben kezdte meg a termelést, közülük az utolsót, a márkushegyit 2014-ben zárták be.

## Gazdasági háttér
Magyarország széntermelése az 1960-as évek közepén érte el a csúcsot: a kitermelés 1964-ben 31,5 millió tonna volt, az ágazatban 126 000 ember dolgozott. A legjobb minőségű, legkönnyebben kitermelhető készletek elfogyása és a szénhidrogének térnyerése miatt ezután lassú hanyatlás kezdődött. Tíz év alatt a termelés mennyisége 25 millió tonnára esett vissza, a dolgozók száma pedig 56 000 főre. A 126 mélyművelésű bányából csak 54 maradt fenn, főként a borsodi és a nógrádi szénmedencék kimerülő vagy kisebb hatékonyságú üzemeit zárták be.
Az 1973-as és 1979-es olajválság hatására újra felértékelődött az ország még ki nem termelt szénvagyona és előtérbe került az ipar és a lakosság energiaigényének hazai energiahordozókkal történő kielégítése. Ezt célozta meg az 1974-ben meghirdetett eocén program, mely a Dunántúl északi részén fekvő szénmedencék eocén korú barnakőszenének nagymértékű kitermelésével (a mecseki feketekőszén kitermelését elősegítő liász programmal együtt) kívánta ezt elérni. A program "vetélytársa" a Bükki Energetikai Kombinát (BEK) beruházás volt, mely a Bükkábrány közelében külszíni fejtéssel kitermelt lignittel emelte volna a széntermelést. Bár számítások szerint az utóbbi gazdaságosabbnak ígérkezett, a döntéshozók mégis az eocén programot szavazták meg, amelyben politikai okok is közrejátszottak (pl. a Komárom megyei pártvezetés jobb kapcsolatai, a tatabányai térségben megnövekvő munkanélküliség, sőt a bányászfelkelések lehetőségének elkerülése).

## A program tervei
A barnakőszén kitermelésének növelését az eocén program új aknák létesítésével akarta megoldani. Az új bányák a Vértes északi, a Gerecse déli és keleti előterében, már korábban is művelt bányavidékeken nyíltak, ahol a régi aknák kezdtek kimerülni vagy már be is zártak. Ilyen új beruházás volt az oroszlányi szénmedencében található márkushegyi, a dorogiban fekvő lencsehegyi és a tatabányai szénmedencében elhelyezkedő mányi és nagyegyházi aknák megépítése. A két utóbbinál a szénkészletek alatt bauxitot is feltártak, így a terület kettős (sőt, a kitermelt vízzel együtt hármas) hasznosítását tervezték. Ezek mellé tartozott még két működő bánya, a Bakonyban fekvő dudari és balinkai rekonstrukciója is. Az évente kitermelésre szánt több mint 8 millió tonna szén 90%-át a Bicskére tervezett új, 2000 MW teljesítményű hőerőmű használta volna fel, a többit pedig a lakosság.

## Problémák a megvalósítás során
A bányák szénvagyonának legnagyobb része a karsztvíz szintje alatt helyezkedett el, így a kitermelést a víz kiszivattyúzása és elszállítása is nehezítette. Ez további költségnövekedést okozott a program számára. A kitermelés megindulásával a karsztvíz szintje süllyedni kezdett, ennek mértéke átlagosan elérte a 30 métert. Ez komoly környezeti károkat okozott. Eltűntek a karsztlápok, elapadtak a terület karsztforrásai. Mivel a Dunántúli-középhegység karsztvizei összefüggő rendszert alkotnak, a víz kitermelése a bányáktól 100 km-nél messzebb lévő területeken is vízhiányt okozott. A Gerecse és a Budai-hegység langyos forrásai elapadtak és veszély fenyegette a budai melegvizes forrásokat, így a budapesti gyógyfürdők vízhozamát is. A Tapolcai-tavasbarlang forrása 1982-1998 között elapadt, a Hévízi-tó forrásának vízhozama csökkenni kezdett. (Ezekért a korabeli szaksajtó elsősorban a bauxitbányászatot okolta.)
Hibásnak bizonyultak a feltárás során kapott kőzettani eredmények is, a kőzetek jóval porózusabbak voltak a vártnál, így megnőtt a járatok omlásának veszélye és a biztosítás nagyobb költségeket igényelt.

## A program és a bányák sorsa
Az eocén programban megnyitott bányák évi kapacitását 1976-ban 8,8, 1981-ben már csak 7,2 millió tonna szénre tervezték, ám 1987-ben is mindössze 4,7 millió tonna kitermelés valósult meg. Ennek nagy részét a márkushegyi és a nagyegyházi bányák adták.
| Bánya       | Termelés (ezer t) |
| ----------- | ----------------- |
|             |                   |
| Márkushegy  | 1600              |
| Nagyegyháza | 1000              |
| Balinka     | 692               |
| Lencsehegy  | 672               |
| Dudar       | 537               |
| Mány        | 220               |

A márkushegyi bánya 1981. április 1-jén kezdett termelni. Itt következett be Magyarország legsúlyosabb bányaszerencsétlensége is, amikor 1983. június 22-én egy vihar miatt áramszünet állt be, leállt a szellőzőrendszer és berobbant a sújtólég. A katasztrófában 37 bányász vesztette életét. Ez volt az eocén program és egyben a magyar barnakőszén-bányászat legtovább üzemelő bányája. 2014-es bezárásáig 44,1 millió tonna szenet hoztak innen a felszínre.
Nagyegyházán is 1981-ben indult meg a kitermelés, annak ellenére is, hogy a földtani kutatások alapján a bányanyitás nem volt biztonságos a nem elég alaposan megismert vízföldtani viszonyok, a karsztvíz betörésének lehetősége miatt. A vízbetörések alaposan megnehezítették a termelést, a karsztvíz elszállítására tervezett Budapestig kiépülő vízvezeték végül nem valósult meg. A bányaüzemet 1989 végén zárták be.
A legnagyobbra tervezett (évi 4 millió tonna szén, az eocén program kitermelésének fele) mányi bánya tervei közül csak a Mány I/a akna készült el, az is csak a karsztvízszint feletti rétegekből termelt és csak a lakosság ellátására. A kitermelés 2004-ben szűnt meg.
A lencsehegyi bánya szénkészletét 1981-ben 10 millió tonnára becsülték. Az 1980-as években 1100-1200 embernek adott munkát, majd a rendszerváltás után, mivel nem csatolták egyik erőműhöz sem, így értékesítési nehézségekkel küzdött. A termelés és a létszám is visszaesett, a bánya végleg 2004-ben zárt be.
Dudaron magas huminsav tartalmú szenet bányásztak, amelyet az erőműveken kívül mezőgazdasági és állat-egészségügyi célokra is hasznosítottak. A rendszerváltás után megkezdődött a termelés és a létszám csökkentése, végül a bánya 2000-ben zárt be. A balinkai bánya 2003-ig működött.
A bányák bezárásában az is szerepet játszott, hogy az energiaipar igényeinek átalakulása miatt csökkent a kereslet a közepes minőségű barnakőszénre, így a bicskei erőmű építését már 1981-ben leállították.

## Az eocén program megítélése
Bár az eocén program elképzelései valós gazdasági igényeken alapultak (energiaimport csökkentése, energiahordozók arányának optimalizálása), a megvalósítás során elkövetett gazdasági hibák miatt ez volt a szocialista tervgazdaság egyik legnagyobb kudarca. A bányákat állami nagyberuházás keretében létesítették, a költségeket állami támogatás és visszafizetendő államkölcsön formájában biztosították. A nagyegyházi és mányi bányanyitások költségeit kizárólag állami támogatás adta, így a kudarc után azt az állam veszteségként leírta (ezt a rendszerváltás után sem vizsgálták felül), míg a márkushegyi és a lencsehegyi beruházások költségeinek egy részét Oroszlánynak és Dorognak később vissza kellett fizetnie. A bányák költségeit 1976-ban 16,8 milliárd forintra, a bicskei hőerőműét 8,4 milliárd forintra tervezték. Az 1981-es áttervezéskor a bányára már 22,2 milliárd forintot szántak, ami meg is valósult 1987-re. Eközben a tervezett kitermelés mennyiségét közel 20%-kal csökkentették, de az eredeti tervekben szereplő mennyiségnek csak 53%-a tudták a felszínre hozni. Az egységnyi tömegű szénre jutó költségek tehát többszörösen meghaladták a tervezettet. A bicskei erőmű leállított beruházása 4 milliárd forintot emésztett fel, amihez hozzájött a városban épült pártközpont 2 milliárdos költsége is. Beke Imre szerint a rendszerváltáskor fennálló, 20 milliárd dollárt kitevő államadósságunk 20-25%-áért az eocén program volt a felelős.